# 알파 로메오 2000 스포르티바
알파로메오 2000 스포르티바(Alfa Romeo 2000 Sportiva)는 이탈리아의 자동차 제조사 알파 로메오가 1954년에 제작한 2리터 스포츠카다. 소량 생산을 목표로 개발되었으나, 실제로 제작된 차량은 단 네 대뿐으로, 쿠페 두 대와 스파이더 두 대였다.

## 역사

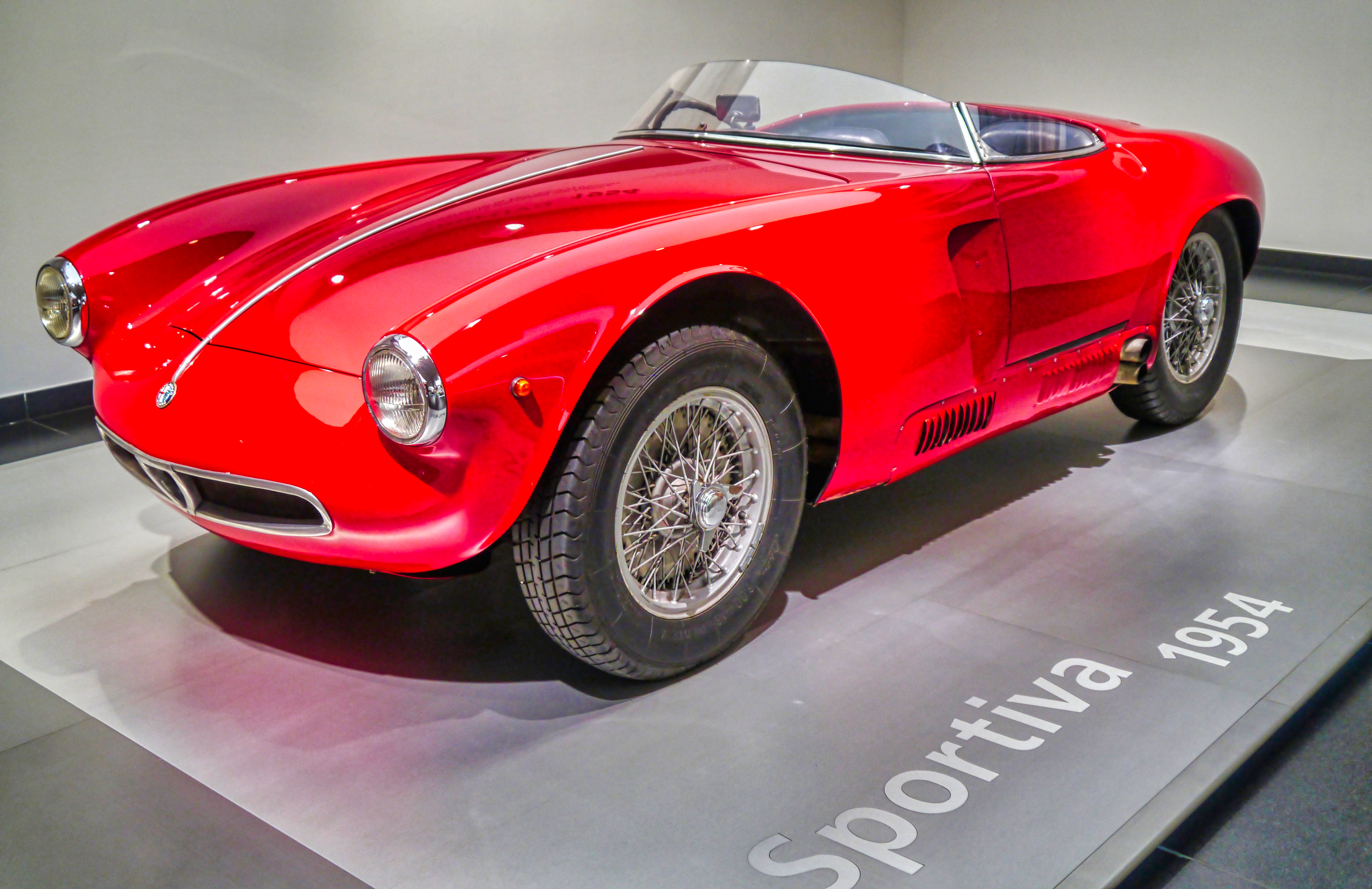
알파 로메오 1900 스포르트 스파이더 또는 2000 스포티바 스파이더

2000 스포르티바는 알파로메오의 스포츠 지향 고객을 겨냥해 고속 그랜드 투어러 또는 스포츠 클래스 경주용으로 소량 생산될 예정이었다. 그러나 양산에는 이르지 못했고, 결과적으로 오픈톱 스파이더 두 대(알파로메오 1900 스포르트 스파이더로도 알려짐)와 2인승 쿠페 두 대만 제작되었다. 두 차종 모두 베르토네의 프란코 스칼리오네가 디자인했다. 현재 메탈릭 실버 색상의 쿠페 한 대와 레드 색상의 스파이더 한 대가 알파 로메오 박물관에 소장되어 있다.
쿠페의 몇 가지 디자인 요소, 예를 들어 후면을 감싸는 리어 윈도우와 뒷모습 처리 방식 등은 이후 베르토네가 디자인한 양산 모델 알파 로메오 줄리에타 스프린트에도 반영되었다.

## 사양
2000 스포르티바는 이전의 디스코 볼란테와 마찬가지로, 알루미늄으로 된 차체를 튜블러 스페이스 프레임 섀시에 씌운 구조이며, 프론트 미드 엔진, 후륜구동 방식을 채택하고 있다. 앞 서스펜션은 더블 위시본, 뒤쪽은 드 디옹 액슬 방식이며, 브레이크는 사선으로 핀 처리된 드럼 방식으로, 리어 브레이크는 인보드 방식으로 설치되었다.

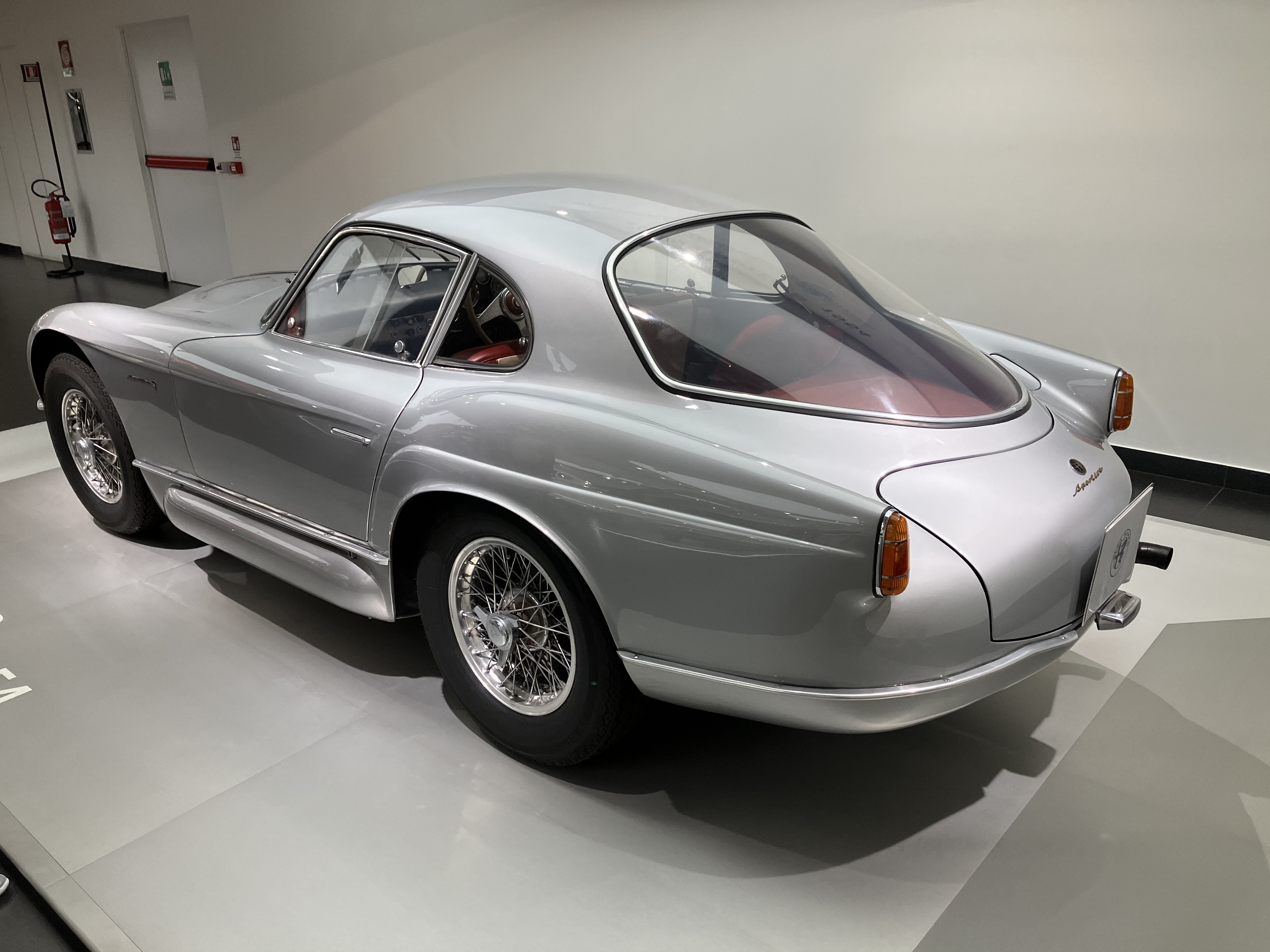
알파 로메오 박물관에 소장된 메탈릭 실버 색상의 2000 스포르티바의 후면

엔진은 듀얼 오버헤드 캠샤프트를 갖춘 1997.4cc 직렬 4기통으로, 보어 85mm, 스트로크 88mm의 제원을 가지고 있다. 주철 블록과 알루미늄 실린더 헤드, 반구형 연소실 구조를 가지고 있으며, 트윈 초크 사이드 드래프트 방식의 웨버 카뷰레터 두 개로 연료를 공급받는다. 최고 출력은 6,500rpm에서 138마력이며, 최고 속도는 시속 220km에 이른다. 변속기는 5단 수동이다.

## 참고 문헌
- Fusi, Luigi (1978). 《Alfa Romeo—Tutte le vetture dal 1910—All cars from 1910》 3판. Milan: Emmeti Grafica editrice. 503–506쪽.